# Holmenkollen
Holmenkollen egy erdős, hegyvidéki terület Norvégiában, Oslo Vestre Aker kerületének északi peremvidékén. Északi irányban szomszédos a norvég fővárost körülölelő, nagy kiterjedésű zöldövezettel, Markával. Holmenkollenen áthalad az oslói metró egyes számú vonala.
A 19. századtól kezdődően, fokozatosan, a sportolásra vágyó fővárosi lakosság egyik kedvelt szórakozóhelyévé vált, köszönhetően a sífutásra alkalmas ösvények kialakításának, valamint az 1892-ben átadott síugró pályának. A kerület évente otthont ad valamilyen síugró, sífutó vagy sílövő világversenynek.
A síugró sánc 134 méteres, K-pontja 120 méternél található. A körülötte kialakított stadion befogadóképessége 50000 fő. Itt bonyolították le az 1952. évi téli olimpiai játékok síugró számait, valamint négy alkalommal síugró világbajnokságok színhelye volt, 1930-ban, 1966-ban, 1982-ben és 2011-ben. 
1992-ben leégett a holmenkolleni kápolna, a gyújtogató a black metal zenei irányzatát képviselő Varg Vikernes norvég zenész volt.

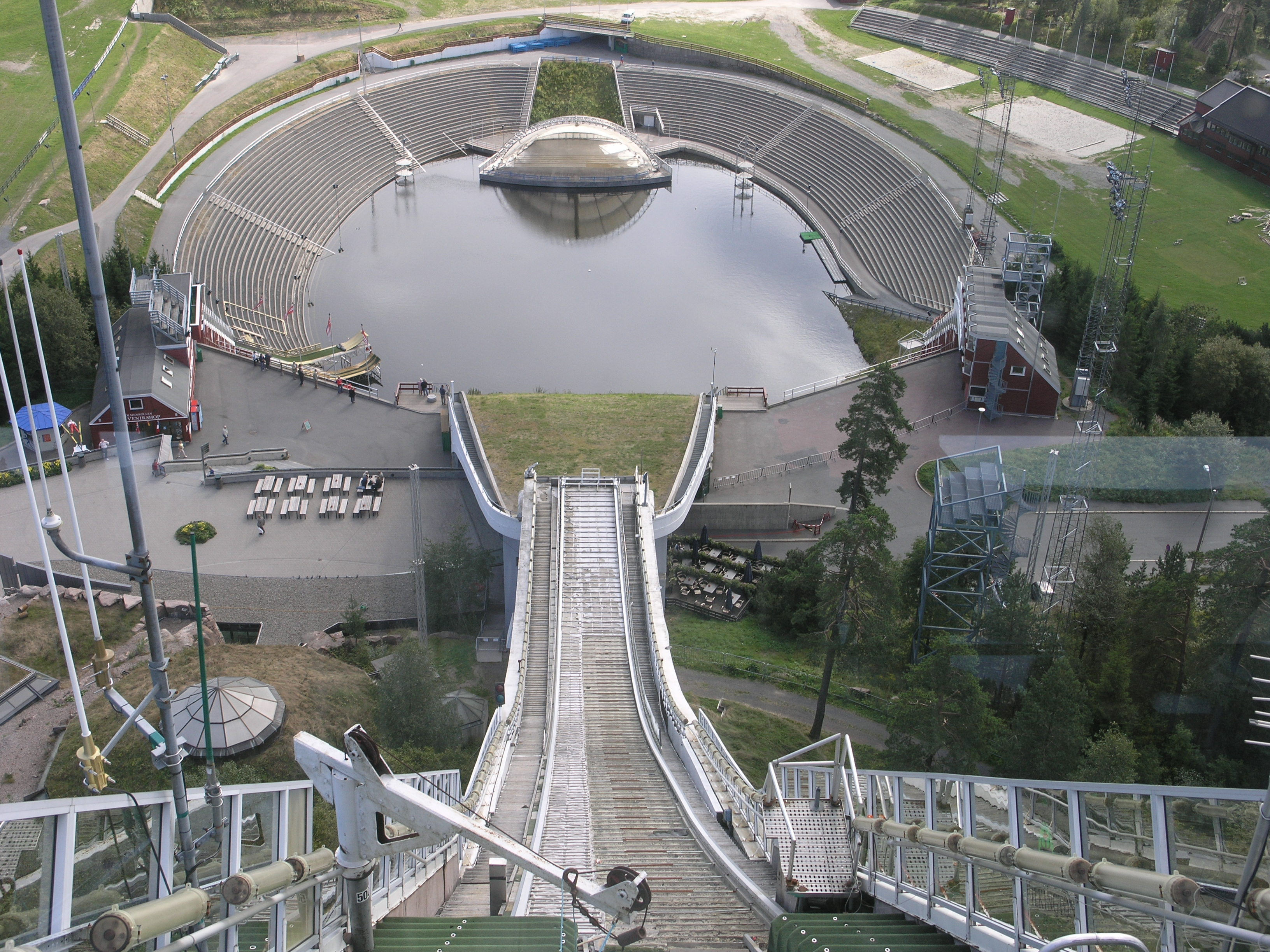
A síugró sánc nyáron
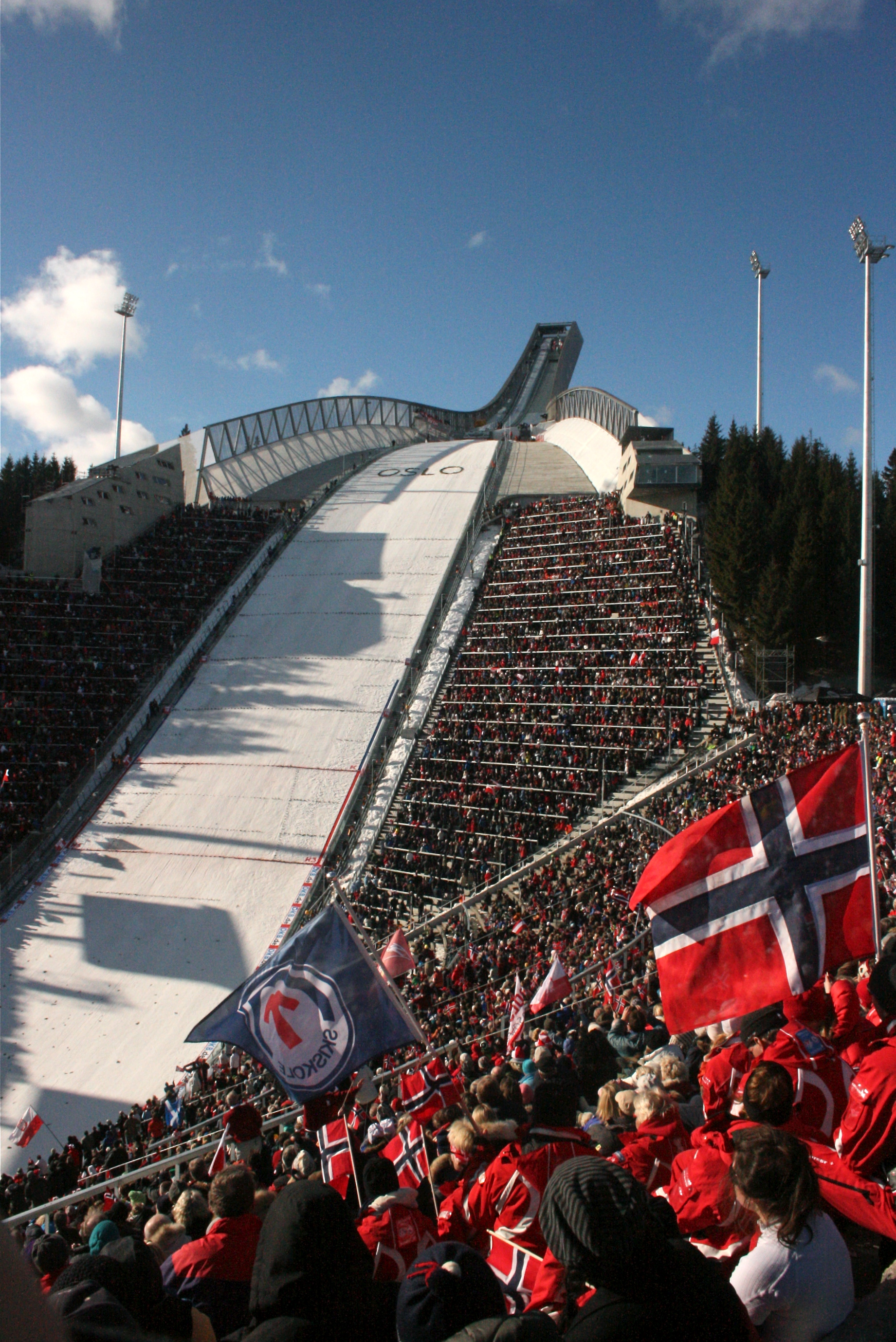
A síugró sánc télen
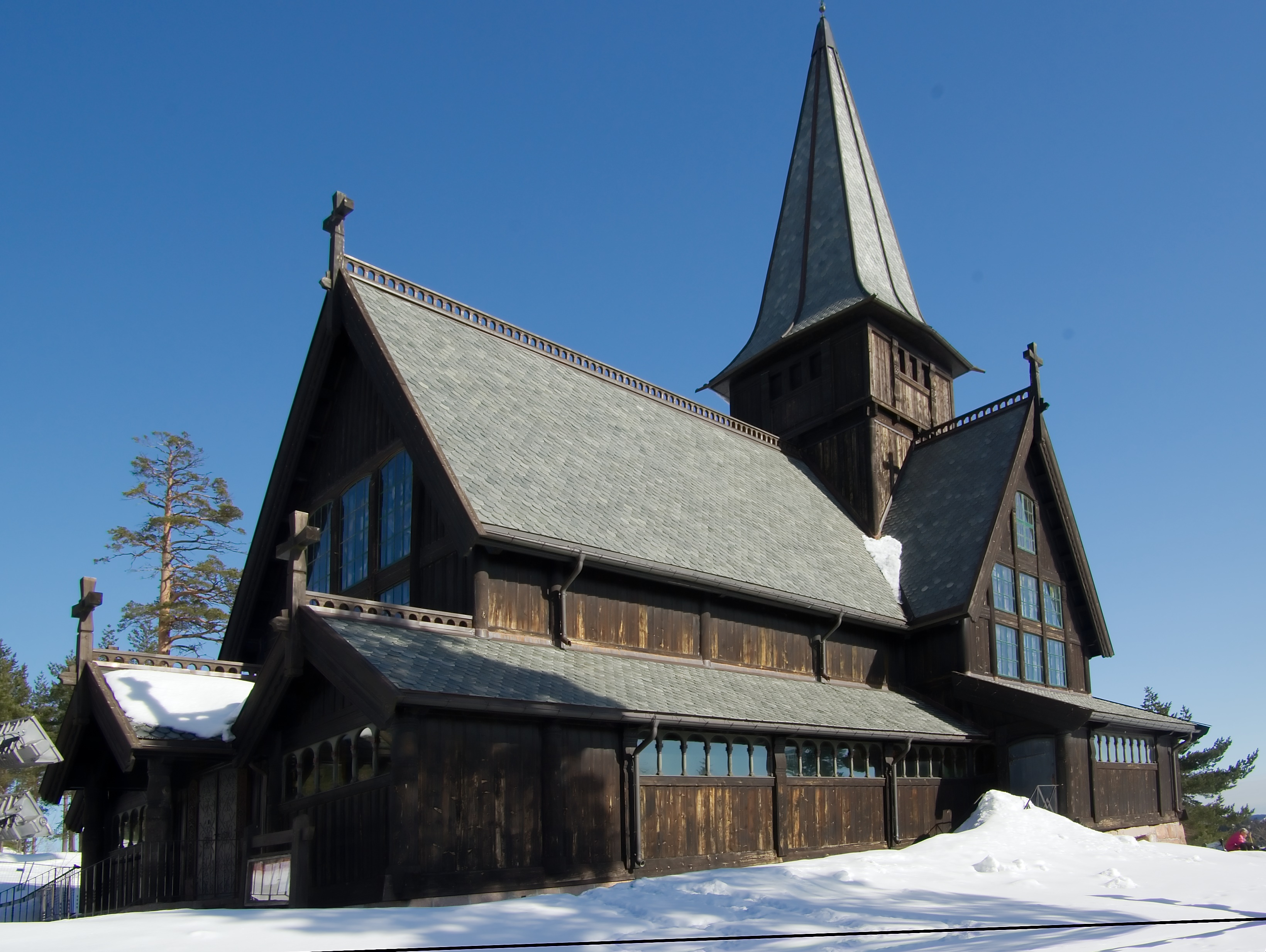
A kápolna
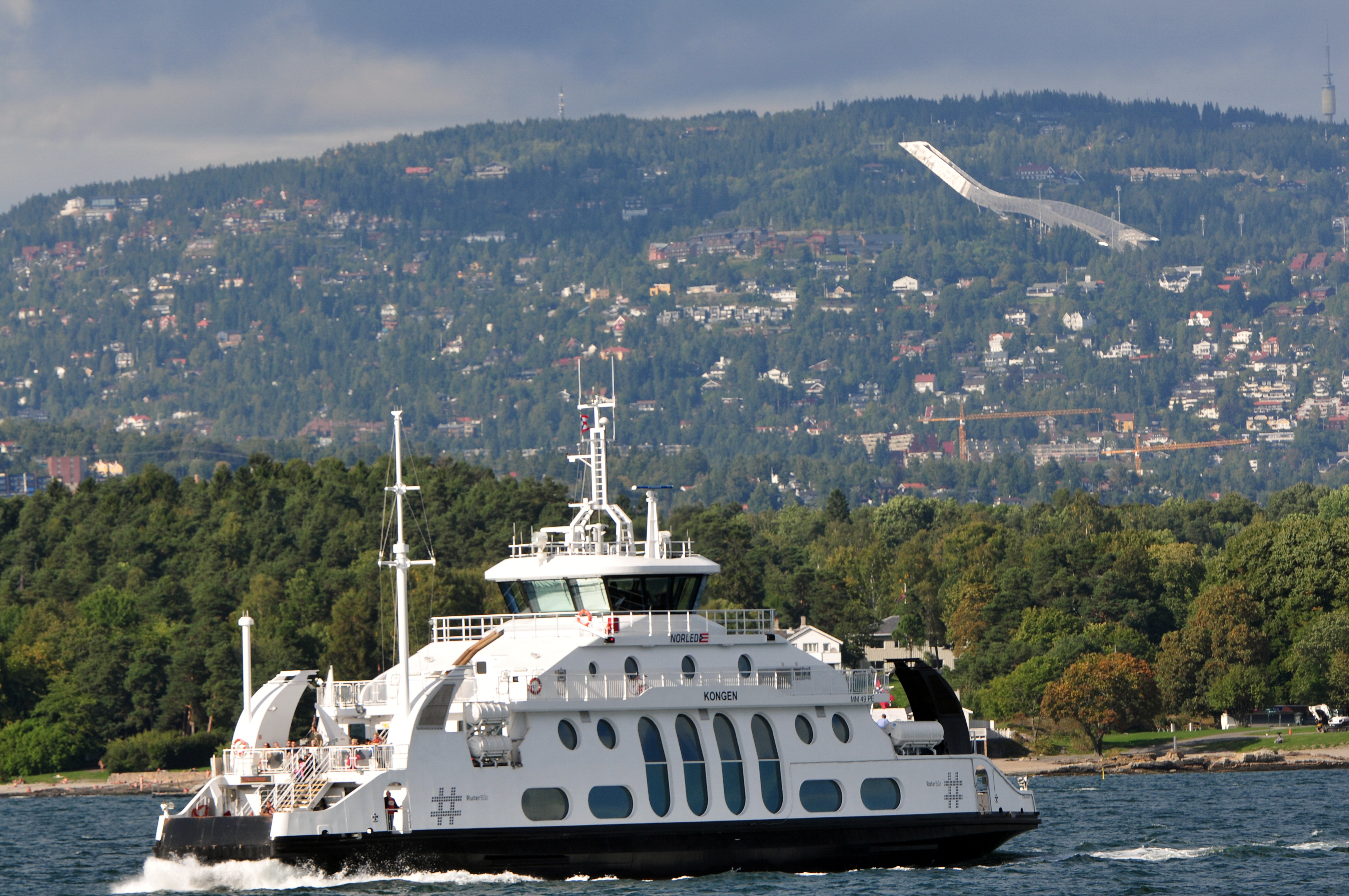
Látkép a tenger felől

## Látnivalók
- A síugró sánc.
- A holmenkolleni troll - sziklaszobor.
- V. Olaf norvég király szobra.
- Az újjáépített holmenkolleni kápolna.
- A Holmenkollen Park Hotel Rica - 1894-ben épült szálloda.

## Külső hivatkozások
- holmenkollen.com